# Горішнє Камарці
Горішнє Кама́рці (болг. Горно Камарци) — село в Софійській області Болгарії. Входить до складу общини Горішня Малина.

## Населення
За даними перепису населення 2011 року у селі проживали 214 осіб.
Національний склад населення села:
| Національність   | Кількість осіб | Відсоток |
| ---------------- | -------------- | -------- |
| цигани           | 97             | 51,3%    |
| болгари          | 90             | 47,6%    |
| Всього відповіли | 189            |          |

Розподіл населення за віком у 2011 році:
Динаміка населення: